# Petro Dorosjenko
Petro Dorosjenko (ukrainsk: Петро Дорофійович Дорошенко, russisk: Пётр Дорофе́евич Дороше́нко, polsk: Piotr Doroszenko; født 1627, død 19. november 1698) var en kosakleder og Hétman i Ukraine (på højresiden af floden Dnepr; den vestlige del af Ukraine) i årene 1665–1672 og russisk vojvod.

## Opvækst og militær karriere
Petro Dorosjenko blev født i Tjigirin i en adelig familie med stærke militære traditioner og fik en god uddannelse.
Som ung mand deltog han i 1648 i Bogdan Khmelnytskijs oprør mod den polske overhøjhed over Ukraine. Han steg i graderne og fik rang af oberst i 1657. Mellem 1657 og 1658 bistod han hétman Vyhovskij i at nedkæmpe et pro-russisk oprør. Dorosjenko fik rang af general i 1663 og fik i 1665 med støtte fra Krim-khanatet og Det Osmanniske Rige brudt forbindelserne til Zar-Rusland og blev herefter hétman over Ukraine (territoriet på højre (vestlige) bred af floden Dnepr).

## Hetman
Få år efter Dorosjenkos tiltræden som hétman indgik Den polsk-litauiske realunion og Zar-Rusland i 1667 ved Andrusovo-traktaten aftale om, at områderne på venstre bred af Dnepr blev overladt Rusland, og at områderne på højre bred fortsat skulle tilhøre Realunionen. Dorosjenko var imod opdelingen af Ukraine, og søgte herefter hjælp hos Det Osmanniske Rige, der havde territoriale ambitioner i Europa.
I 1667 besejrede Dorosjenko med hjælp fra krimtatarerne polakkerne ved slaget ved Brailiv i Podolien. Efter at have sikret sin position på højre bred af Dnepr, gik Dorosjenkos tropper ind i Ukraine på venstre bred for at støtte et oprør mod den russiske zar. Dorosjenko blev herefter i juni 1668 udråbt til hétman for hele Ukraine.
Dorosjenko måtte imidlertid hurtigt vende tilbage til det vestlige Ukraine (på højre bred af Dnepr) som følge på Realunionens modangreb. Han udpegede Demian Mnogogrisjnij til i sit fravær at styre det østlige Ukraine.
I efteråret 1668 rejste en delegation af kosakker til Konstantinopel med for at forhandle en alliance med Det Osmanniske Rige. Alliancen blev indgået og proklameret af den osmanniske sultan Mehmed 4. i maj 1669. Alliancen gjorde Dorosjenko til osmannisk vasal med titlen Sanjak-bey.
Alliancen med osmannerne vakte imidlertid modstand blandt mange kosakker. Dorosjenkos stedfortræder i det østlige Ukraine, Demian Mnogogrisjnij, brød i efteråret 1668 med Dorosjenko og erklærede sin troskab til Moskva. Samtidig valgte en række af Dorosjenkos modstandere blandt Zaporogkosakkerne at vælge en ny hétman, Petro Sukhoviy, der også havde støtte blandt krimtatarerne, og der udbrød interne kampe mellem de to rivaler, som Dorosjenko dog med osmannisk støtte endte med at stå som sejrherre af i 1669.
Den polsk-litauiske realunion iværksatte et felttog ind i Dorosjenkos kosakstat i Ukraine for at genvinde kontrollen med området i 1671.
I 1672 invaderede osmannerne området med en hær på 100.000 mand støttet af Dorosjenkos 12.000 kosakker og af styrker fra Krim-khanatet og indledte derved den Polsk-osmanniske krig (1672-1676).  Realunionen blev besejret, og osmannerne fik ved fredsslutningen Podolien, der blev annekteret som en osmannisk provins. De øvrige besatte områder (Bratslav og den sydlige del af Kijev-fyrstendømmet) blev anerkendt som kosak-territorium administreret af Dorosjenko som et osmannisk protektorat.
Krigen og osmannernes og tatarerne efterfølgende håndtering af de erobrede områder medførte, at store områder af Ukraine blev lagt øde som følge af deportering og osmannernes nedbrænding af byerne, hvilket medførte, at støtten til Doresjenko svandt ind i såvel civilbefolkningen som hos de øvrige kosakledere. Samtidig indebar krigsførelsen, at Dorosjenko blev yderligere afhængig af støtte fra osmannerne. Dorosjenkos alliance med de "vantro" osmanner, der i begyndelsen havde været vigtig del af Dorosjenkos succes, blev derfor en belastning. i 1674 blev Dorosjenko afsat som hétman for hele Ukraine, da kosakkerne i stedet valgte Ivan Samojlovitj til posten. Samojlovitj var hétman i det østlige Ukraine og var pro-russisk. Dorosjenko anerkendte imidlertid ikke at være blevet afsat, hvorfor Samojlovitj i sommeren 1674 rykkede ind i det vestlige Ukraine og belejrede Tjigirin, hvor Dorosjenko opholdt sig. Osmannerne brød dog belejringen og drev Samojlovitj tilbage over Dnepr. I efteråret 1675 abdicerede Dorosjenko på kosakkernes råd i Tjigirin og erklærede sin troskab til Moskva og den russiske zar. Regeringen i Moskva forlangte imidlertid, at Dorosjenko bekræftede sin abdikation og sin troskab til Moskva på territoriet på vestbredden af Dnepr i overværelse af Samojlovitj, hvilket Dorosjenko afviste. Samojlovitj drog derfor igen til Tjigirin, som han belejrede, hvilket førte til Den russisk-tyrkiske krig (1676-1681). Efter et slag mellem Dorosjenkos 2.000 mand og Samojlovitjs 30.000 mand store hær besluttede Dorosjenko at abdicere den 19. september 1676. Dorosjenko blev arresteret og bragt til Moskva, hvor han blev sat i "ærefuldt eksil" med krav om aldrig af vende tilbage til Ukraine.

## I russisk tjeneste

### Vojvod af Vjatka
I 1676 bad Petro Dorosjenko den russiske zar Fjodor 3. om tilgivelse og lovende ham sin loyalitet. Zaren modtog løftet, og i 1679 blev Dorosjenko udnævnt til vojvod (en slags guvernør) af Vjatka i det centrale Rusland, og han modtog nogle år senere et gods i Volokolamsk, hvor han døde i 1698.
Den dag i dag er Dorosjenko en kontroversiel skikkelse i Ukraines historie. Nogle anser ham som en nationalhelt, der ønskede et uafhængigt Ukraine, og andre anser ham son en kosak, der overlod Ukraine til osmannerne for at opfylde sine egne magtambitioner i sit fædreland.

### Efterkommere
Blandt Dorosjenkos efterkommere var Natalia Pushkina, Maria Nirod og Dmitro Dorosjenko. Natalia blev som 16-årig giftet med Ruslands nationalpoet Aleksandr Pusjkin, som hun fik en datter med, også kaldet Natalia, der blev grevinde af Merenberg. Deres efterkommere giftede sig bl.a. ind i Romanov-dynastiet og Storbritanniens adelsfamilier. Dmitro Dorosjenko var en prominent ukrainsk politiker under den Russiske revolution og en førende ukrainsk historiker i mellemkrigstiden.